# ام‌آباد (زنجان)
ام‌آباد (زنجان)، روستایی از توابع بخش قره پشتلو در شهرستان زنجان در استان زنجان ایران است.
این روستا شمالی ترین نقطه استان زنجان از لحاظ مختصات جغرافیایی و مسکونی بودن است.

## ویژگی های روستا
این روستا دارای چندین آبشار و چشمه است که می توان به (شور شور,ماتیز,داش بلاغ,الما بلاغ,قازان قاینادان,بغدا خانا,زکعت الله) اشاره کرد.
از میان جمعیت ساکن در ام آباد در زمان جنگ ایران و عراق، ۶ نفر در این جنگ کشته و عده ی دیگری نیز مجروح و یا اصطلاحاً جانباز در این روستا هستند.

## بخش های روستا
روستای ام آباد متشکل از سه روستا به نام های (ماتیز، خلیل بلاغ و ام آباد)است.

## جمعیت
جمعیت این روستا بر پایهٔ سرشماری نفوس و مسکن ۹۵، ۲۰۵ نفر (۶۰ خانوار) است.

## آثار تاریخی روستا
این روستا مسجد و شبستان باستانی دارد. این مسجد دارای ستون های بسیار قدیمی است که سن تخمینی آنها بیشتر از 120 سال است.